# Mortero de cemento

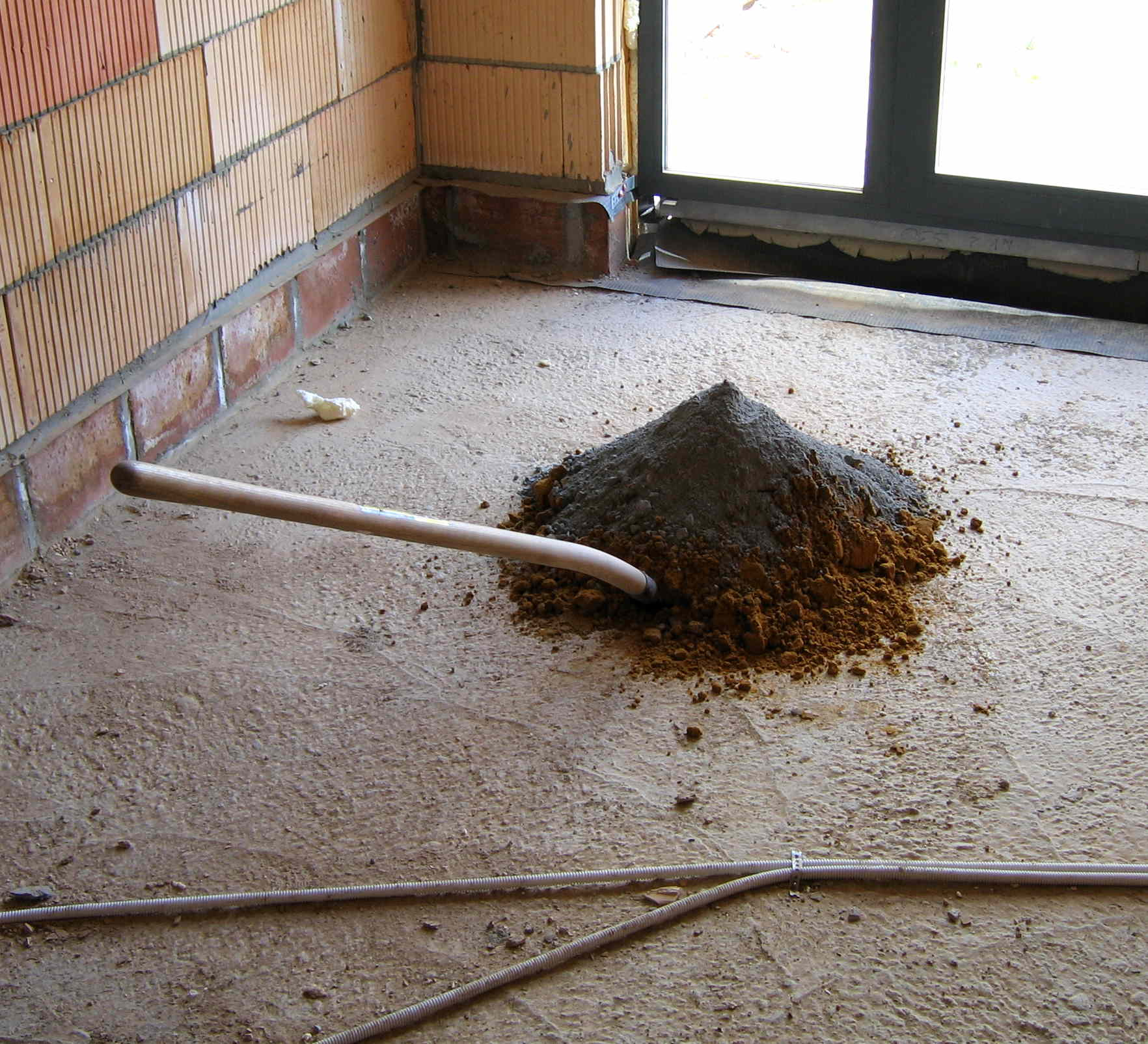
Cemento y arena listos para ser mezclados con agua.

El mortero de cemento es un material de construcción obtenido al mezclar arena y agua con cemento, que actúa como conglomerante, que sirven para aparejar elementos de construcción tales como ladrillos, piedras, bloques de hormigón, etc. Además, se usa para rellenar los espacios que quedan entre los bloques y para el revestimiento de paredes. Los conglomerantes más comunes en la actualidad son los de cemento aunque históricamente han sido, la cal, la tierra y el yeso los más utilizados.
Generalmente, se utilizan para obras de albañilería, como material de agarre, revestimiento de paredes, etc
El mortero de cemento se desarrolló a mediados del siglo XIX.
Los morteros pobres o ásperos son aquellos que tienen poca cantidad de cemento y, por consiguiente, poseen menos adherencia y resultan más difíciles de trabajar. Por otro lado, los morteros que tienen gran cantidad de cemento se retraen y muestran fisuras, además de tener mayor coste. Estos factores hacen necesario buscar una dosificación adecuada.
El hormigón es un mortero de cemento especial al que se añade además de los componentes ya citados grava o piedras.
La falta de trabajabilidad de los morteros puede corregirse añadiendo aditivos plastificantes. También pueden mejorarse con la adición de otro tipo de conglomerantes, como la cal, o modificando la dosificación del mortero.

## Mortero de cemento Portland
El mortero de cemento Portland se hace mezclando cemento Portland con arena fina y agua.
Lo inventó en 1794 Joseph Aspdin, quien lo patentó en 1824, con la voluntad de crear morteros más resistentes que los de la época. Este mortero se popularizó al final del siglo XIX y principios del XX, gracias a la Primera Guerra Mundial. Hacia 1930 superó al mortero de cal en la construcción, pero, como regla general, el mortero de Portland no se puede utilizar en la restauración de edificios hechos originalmente con mortero de cal.
Normalmente el mortero de cemento Portland es la base del hormigón y del ferrocemento.